# Ada Neschke-Hentschke
Ada Neschke-Hentschke (vollständiger Name Ada Babette Neschke-Hentschke, * 22. September 1942 in Berlin; † 9. Juli 2013 in La Laupie) war eine deutsch-schweizerische Philosophiehistorikerin und Klassische Philologin.

## Leben
Ada Neschke-Hentschke, geborene Hentschke, studierte Klassische Philologie, Philosophie und Politikwissenschaft an den Universitäten Frankfurt am Main und Heidelberg. Nach ihrer Promotion zum Dr. phil. (1968) bei Harald Patzer in Frankfurt arbeitete sie als Assistentin am dortigen Institut für Klassische Philologie. 1977 habilitierte sie sich für Klassische Philologie und Philosophie, 1980 wurde sie zur C3-Professorin ernannt. Gleichzeitig lehrte sie in den Jahren 1978, 1983 und 1985 als Gastprofessorin an der Universität Lille III in Frankreich sowie 1989/90 am Lehrstuhl Cardinal Mercier an der Universität Louvain-la-Neuve in Belgien.
1991 folgte Neschke-Hentschke einem Ruf als ordentliche Professorin für Antike Philosophie und Geschichte der Philosophie an die Universität Lausanne. 1994 war sie Gründungsmitglied des Kollegiums der Schweizer Philosophieprofessoren und -professorinnen, bei dem sie als Vizepräsidentin (1994/95) und Präsidentin (1995/96) fungierte. Von 1997 bis 1999 gehörte sie dem Schweizerischen Wissenschafts- und Technologierat an. Von 2000 bis 2002 war sie an der Universität Lausanne Vizedekanin der Faculté des lettres, von 2003 bis 2005 leitete sie das Centre lémanique d’enseignement et de recherche interdisciplinaire: Nature, sciences et société. Sie war Mitglied mehrerer nationaler und internationaler Organisationen zur Politik- und Philosophiegeschichte, beispielsweise von 2003 bis 2007 Vorstandsmitglied der Schweizer Vereinigung der Rechts- und Sozialphilosophie. Nach ihrer Emeritierung (2006) lehrte sie weiter als Honorarprofessorin an der Universität Lausanne. 2007 nahm sie die schweizerische Staatsbürgerschaft an.
Ada Neschke-Hentschkes Forschungsschwerpunkt war die Philosophie der Antike, vor allem unter den Gesichtspunkten Ethik, Recht und Politik. Dazu studierte sie insbesondere die Schriften von Platon und Aristoteles und setzte sich mit deren Rezeption und Interpretation auseinander. Sie veröffentlichte zahlreiche Schriften zu diesem Thema, organisierte internationale Tagungen und gab Sammelbände heraus. Die Frage nach dem Verhältnis von Recht, Gerechtigkeit und Macht, die erstmals Platon gestellt hatte, interessierte sie besonders. In dieser Hinsicht wandte sie sich gegen die Platonkritik Karl Poppers. Sie beschäftigte sich auch intensiv mit der philosophischen Anthropologie als Grundlage einer praktisch-politischen Philosophie und mit der Hermeneutik der Geisteswissenschaften.
Die Rechtswissenschaftliche Fakultät der Universität Zürich verlieh ihr 2011 „in Anerkennung ihres Lebenswerkes für die Philosophiegeschichte des Rechts“ die Ehrendoktorwürde.

## Schriften (Auswahl)
Bücher
- Politik und Philosophie bei Plato und Aristoteles: Die Stellung der Nomoi im platonischen Gesamtwerk und der politischen Theorie des Aristoteles. Frankfurt am Main 1971. 2. Auflage 2004 (Frankfurter wissenschaftliche Beiträge 13; = Dissertation 1967)
- mit Ulrich Muhlack: Einführung in die Geschichte der klassischen Philologie. Darmstadt 1972
- Die „Poetik“ des Aristoteles. Textstruktur und Textbedeutung. Zwei Bände, Frankfurt am Main 1980 (Habilitationsschrift)
- Platonisme politique et théorie du droit naturel. Contributions à une archéologie de la culture politique européenne. Zwei Bände, Louvain/Paris 1995–2003
  - Vol. 1 (1995): Platonisme politique et théorie du droit naturel dans l’Antiquité
  - Vol. 2 (2003): Platonisme politique et jusnaturalisme chrétien. D’Augustin d’Hippone à John Locke. Zusammenfassung auf Französisch

Aufsätze, Beiträge zu Sammelwerken und Lexikoneinträge
- Politische Philosophie. In: Der Neue Pauly. Band 10. J. B. Metzler, Stuttgart 2001, Sp. 27–33, doi:10.1163/1574-9347_dnp_e1000530
- Politische Theorie III: Platonische Tradition im lateinischen Westen. In: Der Neue Pauly. Band 15/2. J. B. Metzler, Stuttgart 2002, Sp. 444–461, auch doi:10.1163/1574-9347_dnp_e15203280
- Fünf Thesen zu einer Philosophie der Verfassung. In: Philippe Mastronardi, Denis Taubert (Hrsg.):  Staats- und Verfassungstheorie im Spannungsfeld der Disziplinen. Franz Steiner Verlag, Stuttgart 2006, S. 18–29

Herausgeberschaft
- mit Francesco Gregorio und Catherine König-Pralong: Les herméneutiques au seuil du XXIeme siècle: évolution et débat actuel. Louvain-la-Neuve 2004
- Hrsg. mit Hans Rainer Sepp: Philosophische Anthropologie: Ursprünge und Aufgaben. Verlag Traugott Bautz, Nordhausen 2008, ISBN 978-3-88309-441-0.
- Argumenta in dialogos Platonis. Teil 1: Platoninterpretation und ihre Hermeneutik von der Antike bis zum Beginn des 19. Jahrhunderts. Akten des internationalen Symposions vom 27.–29. April 2006 im Istituto Svizzero di Roma. Basel 2010
- Hrsg. mit Hans Rainer Sepp: Sprache und Wissenserwerb: Ein interdisziplinärer und interkultureller Zugang. Verlag Traugott Bautz, Nordhausen 2011, ISBN 978-3-88309-104-4.
- mit Michael Erler: Argumenta in dialogos Platonis. Teil 2: Platoninterpretation und ihre Hermeneutik vom 19. zum 21. Jahrhundert. Akten des Internationalen Kolloquiums vom 7. bis 9. Februar 2008 im Istituto svizzero di Roma. Basel 2013